# Complexo de Senador Camará
O Complexo de Favelas de Senador Camará, popularmente chamado de Complexo de Camará e também Complexo da Coreia, é um complexo de favelas que abriga o maior conjunto de favelas do Brasil e da América Latina. O Complexo de favelas inicia em Santíssimo, segue por Senador Camará e termina em Bangu, localizado na Zona Oeste da cidade do Rio de Janeiro, e pode ser visualizado clicando aqui. Como a zona oeste tem menor visibilidade do que a Zona Sul do Rio de Janeiro, o local não foi considerado por muito tempo como a maior favela do Rio, já que a Rocinha tem mais visibilidade para turistas e para a elite carioca. 

A localidade é totalmente urbanizada, provida de todos os serviços básicos e áreas de lazer. Algumas linhas de ônibus ligam as comunidades da região ao Centro de Bangu e de Campo Grande. Normalmente é relatada na mídia apenas como "Vila Aliança". 

## Violência
De 2015 a 2022, 17 pessoas foram mortas após entrar por engano na localidade, devido aos erros de rotas definidos por aplicativos de GPS. Engarrafamentos na Av. Brasil ou Av. Santa Cruz induzem o GPS a traçar rotas por dentro da localidade. Quando percebem que estão em uma região dominada pelo tráfico, ao tentar fugir de abordagens dos criminosos, inocentes acabam sendo alvejados.  Em 2021, um vídeo gravado mostra uma viatura da Polícia Civil que entrou na localidade por engano e foi escoltada pelos traficantes.
A comunidade é dominada a anos pela organização criminosa Terceiro Comando Puro. É conhecida na sociedade carioca pela quantidade massiva de operações policiais que ocorrem para tentar diminuir a quantidade de roubos de veículos que são realizados por criminosos das comunidades nos bairros de Bangu, Padre Miguel, Realengo, Senador Camará, Santíssimo e Campo Grande. Nessas operações, os traficantes da localidade ordenam que linhas de ônibus que passam no local fechem as vias para evitar o avanço da polícia. A localidade rivaliza com o Complexo do Chapadão nos maiores índices de roubo de carros do país. Apesar disso, a localidade nunca recebeu uma Unidade de Polícia Pacificadora. 
O local ficou conhecido no Brasil após uma perseguição ao traficante que até então era "chefe" das comunidades do Complexo, Márcio Matemático, filmada com uma câmera térmica de um helicóptero da Polícia Civil. O traficante foi morto na operação.
Ficou conhecido mundialmente devido ao Documentário Dance With the Devil, onde o traficante Aranha, dono da localidade da Vila Aliança, deu uma entrevista falando sobre sua própria vida e a logística do tráfico de drogas de uma das localidades do Complexo.

## Geografia
O complexo é formado por três conjuntos de comunidades geograficamente conectados na Zona Oeste carioca, tais quais: 

### Conjunto de Comunidades da Coreia
- Mobral
- Chapa Quente
- Favelinha do "Xuxu"
- Favela Morro do Céu
- Favela da Torre
- Favela Subidão das Garças
- Xuxuzal
- Favela Cavalo de Aço
- Favela Rebu
- Favela da Skarlait
- Favela da Selva
- Favela Annes Dias
- Favela Brasil-Coreia (Morro da Esperança)
- Morro da Titica
- Conjunto João Paulo II (Predinhos)

### Conjunto de Comunidades daVila Aliança
- Mangueiral
- Casinhas
- Pantanal
- Bairro Araújo
- Iraque
- Nova Aliança
- Beira-Rio
- Vacaria
- Vila Aliança
- Condomínio Colinas do Retiro
- Minha Deusa
- Villa Moretti
- Vila Olímpia

### Conjunto de Comunidades do Viegas
- Favela do Sapo
- Morrinho
- Favela da Pedra/Pedreira
- Morro do Sossego